# Kur (Insel)
Kur (Kuur) ist eine der indonesischen Kei-Inseln.

## Geographie
Kur ist die größte der Inseln des Distrikts (Kecamatan) Pulau Pulau Kur, im Westen der Kei-Inseln. Die Inseln gehören zum Regierungsbezirk (Kabupaten) der Südostmolukken (Maluku Tenggara) der Provinz Maluku. Kur liegt zwischen Kaimear, Tengah und Bui im Norden und Wonin, Mangur und Fadol im Süden. Nach Süden trennt die Kurstraße Kur von den Tayandoinseln.
Kur ist hügelig mit dem Namsar (423 m) als höchste Erhebung. Mehrere Orte liegen an der Nord- und Westküste Kurs. Einer davon ist Lokwirin, an der Nordspitze der Insel. Touristisch interessant sind die weißen Sandstränden.

## Bevölkerung
Die Bevölkerung unterscheidet sich kulturell deutlich von jener der anderen Kei-Inseln im Osten. Auf Kur wird, wie auf Fadol und Kaimear, die Sprache Kur gesprochen. Sie ist nahe verwandt mit Teor, das auf den Watubela-Inseln gesprochen wird. Das sonst verwendete Kei (Saumlaki, Veveu Evav) wird als Lingua Franca auch auf Kur gesprochen.

## Transport
Eine Fähre verbindet Kur mit der Stadt Tual auf Kei Dullah. Die einzelnen Dörfer sind über Straßen zu erreichen. Als öffentliches Verkehrsmittel dienen Motorradtaxis (Ojeks).